# 400 mètres masculin aux Jeux olympiques d'été de 1928 (athlétisme)
Pour un article plus général, voir Athlétisme aux Jeux olympiques d'été de 1928.
Navigation
Paris 1924 Los Angeles 1932
L'épreuve du 400 mètres masculin aux Jeux olympiques de 1928 s'est déroulée les 2 et 3 août 1928 au Stade olympique d'Amsterdam, aux Pays-Bas.  Elle est remportée par l'Américain Ray Barbuti.

## Résultats

### Finale
| Rang               | Athlète                 | Pays            | Temps  |
| ------------------ | ----------------------- | --------------- | ------ |
| Médaille d'or      | Ray Barbuti             | États-Unis      | 47 s 8 |
| Médaille d'argent  | James Ball              | Canada          | 48 s 0 |
| Médaille de bronze | Joachim Büchner         | Allemagne       | 48 s 2 |
| 4                  | John Rinkel (en)        | Grande-Bretagne | 48 s 4 |
| 5                  | Harry Werner Storz (en) | Allemagne       | 48 s 8 |
| 6                  | Hermon Phillips (en)    | États-Unis      | 49 s 0 |